# 관제탑 (스타크래프트)
관제탑(영어:Control Tower)은 스타크래프트 종족인 테란의 건물이다. 우주공항에 애드온되는 건물이다.

## 특징
관제탑은 스타크래프트와 스타크래프트 리마스터에선 영단어인 Control Tower를 그대로 한글로 음역한 컨트롤 타워라고 불린다. 스타크래프트 2에서는 등장하지않는 건물이며 스타크래프트 2에서는 기술실이 모두 대체하고 스타크래프트 2의 캠페인과 협동전에선 사령부의 업그레이드 건물인 궤도 사령부가 항공관제 기능을 모두 이어 받았다. 스타포트에서 레이스 외에 드랍십, 사이언스 베슬, 배틀크루저, 발키리를 생산하려면 반드시 지어줘야하는 건물로 여기에 사이언스 베슬은 사이언스 퍼실리티, 배틀크루저는 사이언스 퍼실리티+피직스 랩, 발키리는 아모리가 추가로 필요하다. 이런 점이 있기 때문에 테란 플레이어들은 스타포트를 지으면 관제탑은 무조건 애드온해준다. 관제탑을 짓는데 필요한 건물은 애드온되는 건물인 스타포트이다. 관제탑에서는 레이스가 은폐할 수 있는 마법 기술인 은폐장 연구, 레이스의 마나를 200에서 250으로 늘려주는 업그레이드인 아폴로 반응로 연구를 한다. 건물을 건설하는데 필요한 자원과 건설 시간은 미네랄:50, 가스:50, 건설 시간:40초이다. 건물의 능력치는 체력:500, 기본 방어력:1의 능력치를 가지고 있다. 스타크래프트 2에서는 일반적인 섬멸전에선 망령을 대체하기위해 만들어진 유닛인 밴시가 이런 능력을 물려받았고 스타크래프트 2의 캠페인과 협동전에선 망령도 등장하지만 밴시와 망령이 쓰는 은폐 기술 연구와 아폴로 반응로 연구는 우주공항에 애드온된 기술실에서 모두 하게 되었다.

## 같이 보기
- 스타크래프트
- 테란